# Derschen
Derschen település Németországban, Rajna-vidék-Pfalz tartományban. Lakosainak száma 967 fő (2023. december 31.).

## Népesség
A település népességének változása:
| Lakosok száma | 926  | 958  | 980  | 951  | 966  | 967  |
|               | 1975 | 2017 | 2019 | 2021 | 2022 | 2023 |